# Bombardement allié
L'expression Bombardement allié désigne couramment les bombardements stratégiques opérés par les forces américaines et britanniques sur les villes d'Europe de l'Ouest pendant la Seconde Guerre mondiale. Ces bombardements effectués à grande altitude, provoquèrent souvent de nombreuses victimes et destructions inutiles.